# 卫尉
卫尉，中国古代官名。战国时代开始设置，秦汉相沿，为九卿之一，秩禄中二千石。掌管宫门警卫，汉朝时主管驻守未央宫的南军，北军由中尉主管。汉景帝时一度改称中大夫令。除了軍事性質外還兼掌司法職能，漢代仍有封建遺風，文武分途還不明顯，貴族即便身為軍事職官，對於行政、法律事務亦要有一定的掌握。魏晋南北朝沿置，但宿卫功能逐渐缩减，晋时武库令改隶卫尉则使其职能往兵器制造管理方面演变。北齐设立卫尉寺，卫尉改称卫尉寺卿或卫尉卿，副官称卫尉少卿，隋唐两宋相沿，为九寺之一，掌管仪仗帐幕及兵器管理制造，一直延续到南宋被并入工部。

## 属官

### 秦、西汉属官
- 公車司馬令 - 公車司馬丞
- 衛士令 - 衛士丞3人
- 旅賁令 - 旅賁丞
- 屯衛侯
- 司馬22官
- 長乐衛尉、建章衛尉、甘泉衛尉: 非常設

### 东汉属官
- 丞1人（比千石）
- 公車司馬令1人（六百） - 公車司馬丞1人、公車司馬尉1人
- 南宮衛士令1人（六百） - 南宮衛士丞1人
- 北宮衛士令1人（六百） - 北宮衛士丞1人
- 左右都候各1人（六百） - 左右都候丞各1人
- 南宮南屯司馬1人（比千石） - 員吏9人、衛士102人: 平城門管轄
- 宮門蒼龍司馬1人（比千石） - 員吏6人、衛士40人: 東門管轄
- 玄武司馬1人（比千石） - 員吏2人、衛士38人: 玄武門管轄
- 北屯司馬1人（比千石） - 員吏2人、衛士38人: 北門管轄
- 北宮朱爵司馬1人（比千石） - 員吏4人、衛士124人: 南掖門管轄
- 東明司馬1人（比千石） - 員吏13人、衛士180人: 東門管轄
- 朔平司馬1人（比千石） - 員吏5人、衛士117人: 北門管轄

## 腳註
1. ↑  李昭毅，〈西漢前期衛尉組織的司法職考—以訴訟程序為中心〉，收入《中國中古史研究第十二期》，台北：蘭臺出版社，2012。